# Eduardo Sepúlveda (szermierz)
Eduardo Sepúlveda Puerto (ur. 22 sierpnia 1973 w Walencji) – hiszpański szpadzista, srebrny medalista mistrzostw świata.
Podczas mistrzostw świata w Turynie w 2006 roku Hiszpanie w składzie: José Luis Abajo, Ignacio Canto, Juan Castañeda i Eduardo Sepúlveda zdobyli srebrny medal w zawodach drużynowych. W tej samej konkurencji był też między innymi czwarty na mistrzostwach świata w Nîmes w 2001 roku i mistrzostwach świata w Petersburgu w 2007 roku.
Ponadto zdobył srebrny medal drużynowo podczas mistrzostw Europy w Funchal (2000).
Nigdy nie wziął udziału w igrzyskach olimpijskich.